# Louis Mountbatten
Louis Francis Albert Victor Nicholas Mountbatten, 1. hrabě Mountbatten z Barmy (25. června 1900 – 27. srpna 1979) byl britský šlechtic, námořní velitel a politik.

## Biografie

### Původ, rodinné vztahy
Byl mladším synem prince Louise von Battenberg a princezny Viktorie Hesensko-Darmstadtské, sestry poslední ruské carevny Alexandry; jako takový byl pravnukem britské královny Viktorie, bratrancem králů Eduarda VIII. a Jiřího VI. Jednou jeho starší sestrou byla princezna Alice, matka Philippa, vévody z Edinburghu, manžela Alžběty II. Druhá starší sestra Louise Mountbatten byla jako druhá manželka švédského krále Gustava VI. Adolfa švédskou královnou.
Do roku 1917 nosil příjmení Battenberg – jako celá královská rodina byl německého původu. V roce 1917 se jeho rodiče pod tlakem protiněmeckých nálad za první světové války vzdali svých německých titulů a změnili rodové jméno z německého Battenberg na jeho anglickou podobu Mountbatten.

### Kariéra
Mountbatten byl v červenci 1916 jmenován praporčíkem na bitevním křižníku HMS Lion a po účasti v akci v srpnu 1916 byl přesunut na bitevní loď HMS Queen Elizabeth, na kterém strávil závěrečné fáze první světové války. V červnu 1917, kdy královská rodina přestala užívat svá německá jména a tituly a přijala britštější příjmení „Windsor“, se stal z prince Louise Battenberga Louisem Mountbattenem s přídomkem markýz z Milford Haven. Jeho druhý syn získal titul Lord Ludvík Mountbatten a byl spíš znám jako Lord Louis až do roku 1946, kdy vstoupil do Sněmovny lordů. V červenci 1918 uskutečnil krátkou desetidenní návštěvu západní fronty. V květnu 1940 velel britskému konvoji, který evakuoval spojenecké vojáky z Norska. V roce 1942 velel neúspěšnému vylodění u Dieppe. Od roku 1943 byl velitelem spojeneckých vojsk v jihovýchodní Asii. Od 12. února do 15. srpna 1947 byl posledním místokrálem Britské Indie.

### Smrt
V roce 1979 se stal obětí atentátu, který na něj připravili členové Prozatímní irské republikánské armády. Bomba uložená na lordově dřevěném člunu zabila další tři osoby (mezi nimi i jeho vnuka) a další tři zranila (mezi nimi jeho dceru a zetě). Atentátník Thomas McMahon byl odsouzen k doživotnímu vězení, ale v roce 1998 byl propuštěn.

### Manželství, potomci
Oženil se s Edwinou Ashleyovou (1901–1960), vnučkou židovského finančníka Sira Ernesta Cassela (1852–1921), z otcovy strany pocházející z rodiny hrabat z Shaftesbury. Jako dědictví po smrti svého děda dostala kolem 3 milionů liber a její roční důchod z kapitálu činil 30 000 liber, zatímco Mountbatten pobíral ročně 310 liber důstojnického platu a dalších 300 liber důchodu z kapitálu. V manželství se narodily dcery Patricie (1924–2017) a Pamela (* 1929). Patricie zdědila po otci titul hraběnka Mountbatten z Barmy, udělený králem Jiřím VI. speciálně jemu; od té doby se tento titul dědí po přeslici.

## Vývod z předků
|                     |                                  |  |                     |                                     |  |  |  |  |  |  |  | Ludvík I. Hesenský |
|                     |                                  |  |                     |                                     |  |  |  |  |  |  |  |                    |
|                     | Ludvík II. Hesenský              |  |                     |                                     |  |  |  |  |  |  |  |                    |
|                     |                                  |  |                     |                                     |  |  |  |  |  |  |  |                    |
|                     |                                  |  |                     | Luisa Hesensko-Darmstadtská         |  |  |  |  |  |  |  |                    |
|                     |                                  |  |                     |                                     |  |  |  |  |  |  |  |                    |
|                     | Alexandr Hesensko-Darmstadtský   |  |                     |                                     |  |  |  |  |  |  |  |                    |
|                     |                                  |  |                     |                                     |  |  |  |  |  |  |  |                    |
|                     |                                  |  |                     | Karel Ludvík Bádenský               |  |  |  |  |  |  |  |                    |
|                     |                                  |  |                     |                                     |  |  |  |  |  |  |  |                    |
|                     | Vilemína Luisa Bádenská          |  |                     |                                     |  |  |  |  |  |  |  |                    |
|                     |                                  |  |                     |                                     |  |  |  |  |  |  |  |                    |
|                     |                                  |  |                     | Amálie Hesensko-Darmstadtská        |  |  |  |  |  |  |  |                    |
|                     |                                  |  |                     |                                     |  |  |  |  |  |  |  |                    |
|                     | Ludvík z Battenbergu             |  |                     |                                     |  |  |  |  |  |  |  |                    |
|                     |                                  |  |                     |                                     |  |  |  |  |  |  |  |                    |
|                     |                                  |  |                     | Friedrich Carl Emanuel Hauke        |  |  |  |  |  |  |  |                    |
|                     |                                  |  |                     |                                     |  |  |  |  |  |  |  |                    |
|                     | John Maurice Hauke               |  |                     |                                     |  |  |  |  |  |  |  |                    |
|                     |                                  |  |                     |                                     |  |  |  |  |  |  |  |                    |
|                     |                                  |  |                     | Maria Salomé Schweppenhäuser        |  |  |  |  |  |  |  |                    |
|                     |                                  |  |                     |                                     |  |  |  |  |  |  |  |                    |
|                     | Julie von Hauke                  |  |                     |                                     |  |  |  |  |  |  |  |                    |
|                     |                                  |  |                     |                                     |  |  |  |  |  |  |  |                    |
|                     |                                  |  |                     | Franz Leopold Lafontaine            |  |  |  |  |  |  |  |                    |
|                     |                                  |  |                     |                                     |  |  |  |  |  |  |  |                    |
|                     | Sofie Lafontaine                 |  |                     |                                     |  |  |  |  |  |  |  |                    |
|                     |                                  |  |                     |                                     |  |  |  |  |  |  |  |                    |
|                     |                                  |  |                     | Maria Theresia Kornély              |  |  |  |  |  |  |  |                    |
|                     |                                  |  |                     |                                     |  |  |  |  |  |  |  |                    |
| 'Louis Mountbatten' |                                  |  |                     |                                     |  |  |  |  |  |  |  |                    |
|                     |                                  |  |                     |                                     |  |  |  |  |  |  |  |                    |
|                     |                                  |  | Ludvík II. Hesenský |                                     |  |  |  |  |  |  |  |                    |
|                     |                                  |  |                     |                                     |  |  |  |  |  |  |  |                    |
|                     | Karel Hesenský                   |  |                     |                                     |  |  |  |  |  |  |  |                    |
|                     |                                  |  |                     |                                     |  |  |  |  |  |  |  |                    |
|                     |                                  |  |                     | Vilemína Luisa Bádenská             |  |  |  |  |  |  |  |                    |
|                     |                                  |  |                     |                                     |  |  |  |  |  |  |  |                    |
|                     | Ludvík IV. Hesensko-Darmstadtský |  |                     |                                     |  |  |  |  |  |  |  |                    |
|                     |                                  |  |                     |                                     |  |  |  |  |  |  |  |                    |
|                     |                                  |  |                     | Vilém Pruský                        |  |  |  |  |  |  |  |                    |
|                     |                                  |  |                     |                                     |  |  |  |  |  |  |  |                    |
|                     | Alžběta Pruská                   |  |                     |                                     |  |  |  |  |  |  |  |                    |
|                     |                                  |  |                     |                                     |  |  |  |  |  |  |  |                    |
|                     |                                  |  |                     | Marie Anna Hesensko-Homburská       |  |  |  |  |  |  |  |                    |
|                     |                                  |  |                     |                                     |  |  |  |  |  |  |  |                    |
|                     | Viktorie Hesensko-Darmstadtská   |  |                     |                                     |  |  |  |  |  |  |  |                    |
|                     |                                  |  |                     |                                     |  |  |  |  |  |  |  |                    |
|                     |                                  |  |                     | Arnošt I. Sasko-Kobursko-Gothajský  |  |  |  |  |  |  |  |                    |
|                     |                                  |  |                     |                                     |  |  |  |  |  |  |  |                    |
|                     | Albert Sasko-Kobursko-Gothajský  |  |                     |                                     |  |  |  |  |  |  |  |                    |
|                     |                                  |  |                     |                                     |  |  |  |  |  |  |  |                    |
|                     |                                  |  |                     | Luisa Sasko-Gothajsko-Altenburská   |  |  |  |  |  |  |  |                    |
|                     |                                  |  |                     |                                     |  |  |  |  |  |  |  |                    |
|                     | Alice Sasko-Koburská             |  |                     |                                     |  |  |  |  |  |  |  |                    |
|                     |                                  |  |                     |                                     |  |  |  |  |  |  |  |                    |
|                     |                                  |  |                     | Eduard August Hannoverský           |  |  |  |  |  |  |  |                    |
|                     |                                  |  |                     |                                     |  |  |  |  |  |  |  |                    |
|                     | královna Viktorie                |  |                     |                                     |  |  |  |  |  |  |  |                    |
|                     |                                  |  |                     |                                     |  |  |  |  |  |  |  |                    |
|                     |                                  |  |                     | Viktorie Sasko-Kobursko-Saalfeldská |  |  |  |  |  |  |  |                    |
|                     |                                  |  |                     |                                     |  |  |  |  |  |  |  |                    |